# Llébrès
Llébrès est un hameau en ruine situé sur le territoire de la commune de Bélesta, dans le département des Pyrénées-Orientales et la région historique des Fenouillèdes.

## Toponymie

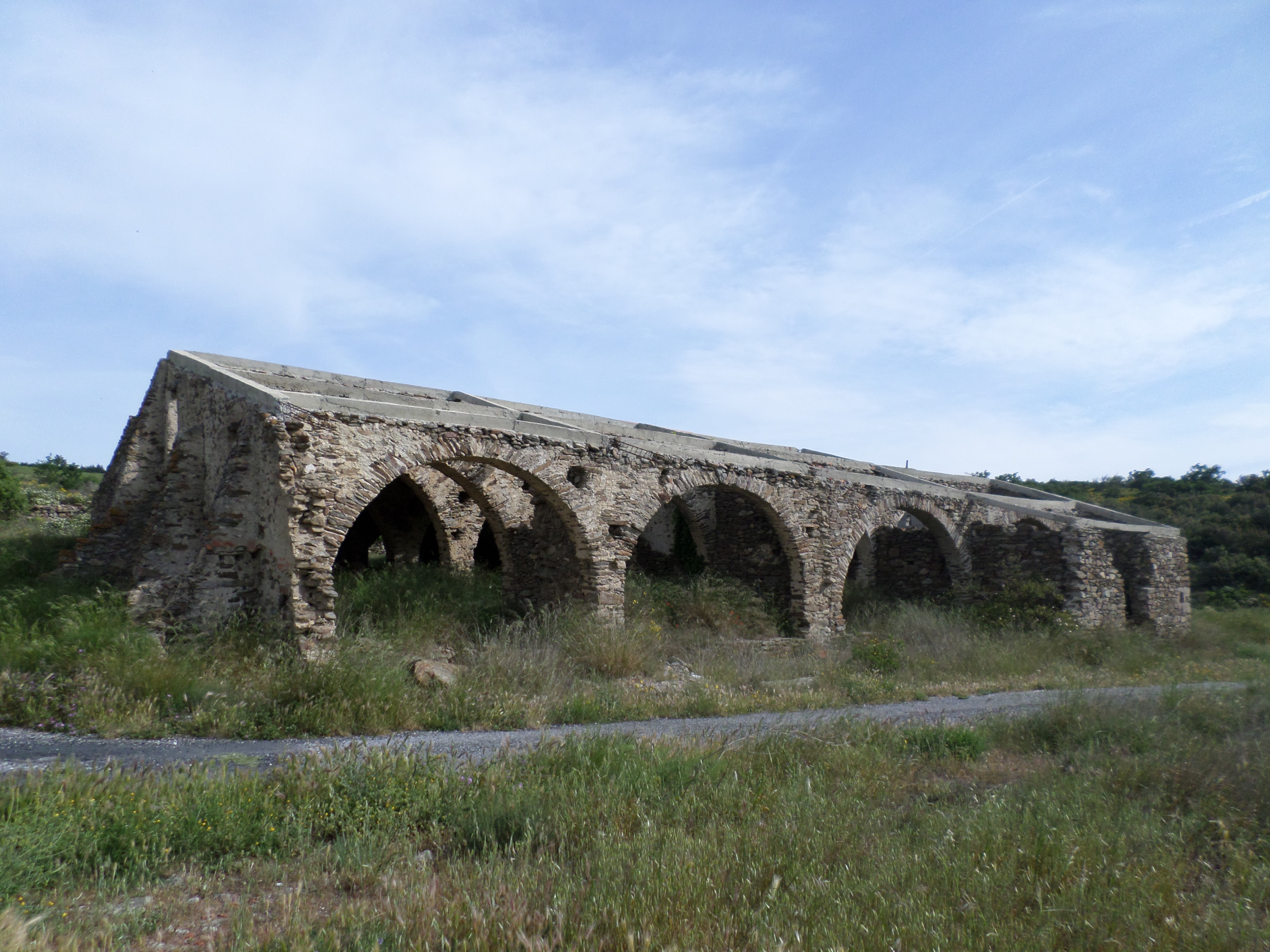
Ancienne bergerie

Mentionné dès le IXe siècle sous le nom de « Villare Librarium » et comme faisant partie du « Pagus Fenulieto »  (Comté ou Vicomté Fenouillèdes). On trouve ensuite la graphie Lebrers, notamment au XIIe siècle et en Occitan, il est orthographié Lhebrèrs.
Le nom provient du mot latin Leporem, « lièvre » (en catalan : llebre) auquel est accolé le suffixe -arius, ce qui désigne un lieu où les lièvres étaient nombreux.

## Localisation
Le hameau se situe à environ 3 km à l'est de Bélesta, en bordure de la route départementale 38, qui relie Bélesta à Força Réal via le col de la Bataille.

## Histoire
L'existence de Llébrès est attestée depuis l'an 842 lorsque Charles le Chauve fit don à Milon de ce territoire. Il faisait partie des peuplements dont l'existence est antérieure à celui de Bélesta (1173) au même titre que Caladroy et Jonqueroles (1021). En 1155, un certain Amalrricus de Lebrers figure comme témoin dans une donation faite aux templiers et qui portait sur des biens à Jonqueroles.